# Christine Marie Berkhout
Christine Marie Berkhout (13 juillet 1893, Malang – 18 novembre 1932, La Haye) est une mycologue néerlandaise. Elle a fait la description du genre Candida dans sa thèse de doctorat qu'elle effectue à l'université d'Utrecht, en 1923. Cet événement a été décrit plus tard par J. A. Barnett, historien de la recherche, comme « le commencement de la systématique rationnelle des levures anascosporogènes ».

## Publication
- 1923 : De schimmelgeslachten Monilia, Oidium, Oospora en Torula. 71 pages.